# كيوكو كينوشيتا
كيوكو كينوشيتا (باليابانية: 木下亨子) هي لاعبة رماية يابانية، ولدت في 12 يناير 1963.

## وصلات خارجية
- كيوكو كينوشيتا على موقع أوليمبيديا (الإنجليزية)